# Nacho Lavernia
Ignacio Lavernia Company (València 1950) és un dissenyador valencià. Els seus treballs abasten variades facetes del disseny industrial i del disseny gràfic: envasos, mobiliari, articles per al bany, identitat corporativa, editorial, senyalètica, etc. Va rebre el Premi Nacional de Disseny l'any 2012.

## Biografia
Va estudiar decoració a l'Escola d'Arts i Oficis de València i després disseny industrial a l'Escola Elisava de Barcelona. Ha format part de diferents equips professionals: Caps i Mans (1979-1984), La Nave (1984-1989) i Gimeno i Lavernia (1989-1994). En 1995 crea el seu estudi propi: Nacho Lavernia i Associats. L'any 2000, Alberto Cienfuegos, que treballa des de l'inici en l'estudi, s'incorpora com a soci i es canvia la denominació a Lavernia & Cienfuegos.
Ha treballat en l'àmbit públic i en el privat, amb clients en sectors industrials i de serveis (des de petites marques locals de joguets o moble, a grans empreses multinacionals de cosmètica o alimentació). Entre els seus clients destaquen alguns com Zara, Unilever, Mercadona, Natura (Brasil), Delhaize, Philip Morris International, Planeta DeAgostini, Antares/Flos o Sanico.
Ha participat en exposicions i conferències de disseny nacionals i internacionals i els seus treballs estan presents en multitud de publicacions especialitzades.
Va ser president de la ADCV, Associació de Dissenyadors de la Comunitat Valenciana, i president de FESAD, Federació Espanyola d'Associacions de Disseny.
Ha estat professor de disseny en la Fundació Universitària San Pablo CEU i a la Universitat Politècnica de València.
Ha escrit articles de disseny en diverses revistes: On Diseño, Creativity News, ARDI i Diseño Interior.

## Reconeixements
Nacho Lavernia va rebre l'any 2012 el Premi Nacional de Disseny que li va ser concedit pel Ministeri d'Economia i Competitivitat per tota la seua trajectòria professional.
Anteriorment, l'any 2011, el Consell de Ministres li va concedir la Medalla d'Or al Mèrit del treball.
Al llarg de la seua trajectòria professional ha rebut pels seus treballs premis tant nacionals, LAUS, DELTA i AEPD, com internacionals, el Certificate of Typographic Excellence de Nova York, el Design Plus ISH del German Design Council, o el Platinum dels Pentawards.